# ウラジーミル1世の家庭生活と子どもたち
キエフ公国の大公ウラジーミル1世（958年頃-1015年）は洗礼を受けるまで、メルゼブルクの主教であるティトマー(Thietmar)により「大いなる極道者」（ラテン語：fornicator maximus）と呼ばれた。ウラジーミルはキエフの宮廷や、ベルゴロド、ヴィーシュホロド、ベレストヴォ（現在はキエフ市内にあたる）などの各地の別邸に数百人の妾をおいていた。またポロツクのログネダを初めとする複数の異教徒の妻がいた。『ルーシ原初年代記』はウラジーミルに12人の息子がいたとし、ウラジーミルの妻たちについても、その子供とともに記録している。しかし、どの子供がどの妻から生まれたかについて、年代記の報告は一致していない。したがって、以下の記述は、多分に推測に基づいたものとならざるをえない。

## ギリシア人の妻
ウラジーミルが放蕩の限りを尽くしていた若年時代に、長男スヴャトポルク1世が生まれた。スヴャトポルクとの関係は、ウラジーミルの晩年、実に不確かなものとなった。スヴャトポルクの母は、ギリシア人の修道女であったが、ブルガリア帝国で当時のキエフ公スヴャトスラフ1世に捕えられ、スヴャトスラフ1世の継嗣ヤロポルク1世と結婚させられた。タチシュチェフは、ほぼ確実に別の名前との混同と思われるが、彼女の名をローマ人名の「ユリア」だとしている。公位継承の争いのなかでヤロポルクがウラジーミルの手のものによって殺されると、ウラジーミルは彼女を犯し、ただちに（あるいはあまりにもすぐに）男子が生まれた。したがって、スヴャトポルクはおそらくウラジーミルの長男ではあろうが、しかしその関係には疑問が残り、そのために家族内では「二人の父の息子」と看做されていた。

## ヴァイキングの妻
ヴァイキングに伝わるサガの幾つかが、ウラジーミルにヴァイキング（ヴァリャーグ）の妻がいたとする。ウラジーミルはノヴゴロドでの統治の初期、オラワ（Olava）またはアロギア（Allogia）という名のヴァリャーグ人を妻とした。オラワという名は聞き慣れないが、おそらくオラフ（Olaf）の女性形であろう。スノッリ・ストゥルルソンによれば、逃亡したオラフ・トリュグヴァソンはアロギアの家で庇護された。アロギアはまたオラフのために多額の償金を払った。
何人かの権威ある歴史家 Vydzevskaya ("Ancient Rus and Scandinavia in 9-14 cent.", 1978)らは、この挿話をスカンディナビアの宮廷詩人の誤解にもとづくものだとし、ウラジーミルの妻ログネダと、祖母で彼を薫陶したオリガが混同されたとみる。アロギアはオリガの変形名でもある。他の歴史家は、オラワは実在し、ヴィシェスラフ（Vysheslav）の母となったと主張する。ヴィシェスラフはウラジーミルの息子のうち、最初にノヴゴロドを支配し、その継嗣であると長くみなされていた。その一方で、キエフの君主がその長子をノヴゴロドに送るという伝統が、そのような早い時期に確立していたという明確な証拠はいっさい存在しない。
ヴァイキングの妻をウラジーミルがもったという説を史実に基づくとする学者は、970年代末、ウラジーミルがスカンディナヴィアに逃亡した時期にこの関係が結ばれたと考える。この説では通常エイムンドのサガの一節イングヴァルスのサガが引き合いに出される。そこではスウェーデンのエリク6世が、東からホルムガルドへ横たわるフィヨルドを超えてきたゲルマン人の君主（konung）に娘を娶わせたといわれる。この「ゲルマン人の君主」がウラジーミルであると主張されるのである。

## ポロツク出身の妻
ウラジーミルの異教徒の妻の間で、もっとも著名なポロツクのログネダの出自には、不明な点が多い。『ルーシ原初年代記』には、ログネダの息子4人（ポロツクのイジャスラフ（1001年没）、ヴォルィーニのフセヴォロド（995年頃没）、賢公ヤロスラフ1世、ムスチスラフ）の名が記されている。イングリングの古い慣習により、イジャスラフは母方の祖母の土地すなわちポロツクを継承した。一方、キエフの継承法では、イジャスラフの生得の権利は没収されキエフ大公に帰すべきものとされていた。しかしイジャスラフはポロツク公領を保持し、その子孫がこれを世襲した。この家系からはフセスラフ（ポロツク公・キエフ大公）が出た。
また、年代記によってはチェルニーゴフのムスティスラフもログネダの息子であるとしている。

## ボヘミア出身の妻
ウラジーミルにはあきらかにチェコ人の妻がいたようである。ヴァシーリー・タチシェチェフはこの女性の名をマルフリーダとしている。歴史家のなかにはこのこととボヘミアとウラジーミルの政治的関係を結びつけようとするものがある。一方、チェコの君主たちは、ウラジーミルよりはその兄弟ヤロポルクを頼っていたようである。この結婚からは、おそらくスモレンスクのスヴャトラスフ（1015年に戦死）、チェルニーゴフのムスティスラフが生まれた。一方、いくつかの年代記では、ムスティスラフの母をログネダであるとしている。

## ブルガール人の妻
ウラジーミルにはブルガール人の妻がいた。タチシェチェフはその名をアデーラとしている。この女性の出身について歴史家の間には諸説あり、ヴォルガ・ブルガール（今日のロシア連邦内のタタールスタン共和国とチュヴァシ共和国の領域に相当）出自とするものと、ドナウ川沿岸のブルガリア（現在のブルガリア、キリスト教地域）出自とするものがいる。
『ルーシ原初年代記』によれば、のちに聖人とされるボリスとグレブは彼女の息子たちであった。しかし現代の学者のほとんどは、この伝承は、同名の複数の人物の素性を融合させようとする後世の聖人伝作家の産物であると看做している（ボリスはブルガリアにもある名前である）。実際のところ、年代も違えば名前の付け方も異なっており、この結びつけには無理がある。アデーラという名から判断するに、アデーラにはボリスという息子がひとりいたようである。

## アンナ・ポルフィロゲネタ
アンナ・ポルフィロゲネタは、皇帝ロマノス2世と皇后テオファノの一人娘であり、皇帝バシレイオス2世の妹であった。マケドニア朝の皇女であるアンナには、政略結婚がまちうけていた。アウグストゥスの時代までさかのぼっても見てもローマ帝国の皇女が、ましてや皇帝の嫡出子で、外国へ嫁いだ例はそれまで皆無と言ってよかった。
ウラジーミルとの婚姻が、キエフ側と帝国側のどちらの発案になるものであったかは諸説あるが、いずれにせよ
当時バシレイオス2世は国内の軍事貴族の反乱に直面し、またブルガリア帝国、イスラーム勢力との戦いを進めていたことから北方を安定させ、援軍を得る必要があったことは確かであり、ウラジーミルおよびキエフ大公国の改宗いわゆる「ルーシの洗礼」は、通婚の大前提であった。婚姻ののち、ウラジーミルは以前の異教徒の妻たちをすべて離婚したといわれるが、この真偽には議論がある。アンナはのちにルーシの正教会から聖人と看做され、夫とともにキエフの什一聖堂に葬られた。
アンナに子がいたという確実な記録はない。これは彼女が不妊であったせいか、さもなければ実家の政策によるものであっただろう。いくつかの聖人伝は、『ルーシ原初年代記』と異なり、ボリスとグレブはアンナの子であったとする。おそらく聖人の母は聖人であるべきだという観念によるものであろう。

### ヤロスロフの両親は誰か
ここで、ヤロスラフ1世の出自がまた問題になり、ヤロスラフがアンナの息子であるという説が登場する。この説では、以下のように立論がなされる。すなわち、年代記作家ネストルは意図的にヤロスラフをログネダの子としたのだが、それはネストルがヴァリャーグ風の偏見に基づき、東ローマ帝国とキエフの関係についての情報を徹底して除去するためだったとする。この説の傍証として、ヤロスラフの年齢をネストルが意図的に改竄したとする主張がある。年代記のなかで、ヤロスラフは実際の年齢より10歳年上に書かれており、これはヤロスラフが兄たちを抑えて王位継承したことを正当化するためだったとする。
『ルーシ原初年代記』では、ヤロスラフは1054年に76歳で没したとされ、逆算すると、978年に生まれたことになる。一方、ヤロスラフの母とされたログネダと父ウラジーミルの出会いと結婚は980年とされる。また、ヤロスラフのノヴゴロド統治（1016年）について書かれた箇所で、ネストルはヤロスラフが28歳であったとするが、ここから逆算すればヤロスラフは988年生まれであることになる。こうした分析からは、ヤロスラフはむしろ988年から990年頃、したがってキエフ大公国がキリスト教に改宗し、ウラジーミルがログネダを離婚した後に生まれたと推定されうる。ここからの結論として、ヤロスラフはウラジーミルが改宗後に生まれた非嫡出の子であるか、またはアンナの子であるという可能性が生じる。
もしヤロスラフが本当に東ローマ帝国帝室の子孫であるなら、それを喧伝せずにはいられなかったことだろう。歴史家のなかには、ヨーロッパの君主たちがヤロスラフの娘と婚姻関係を結びたがったことをその表れと看做すものがある。ポーランドの年代記作家や歴史家のなかには、ヤロスラフをアンナの息子であると熱心に主張するものがある。また注目される点として、ヤロスラフが自分の子供を名づける仕方がある。ヤロスラフは長男をウラジーミルと（自分の父親の名をとって）名づけ、長女はアンナと名づけている（まるでアンナという先祖がいるかのように）。また、他の子供も息子たちはスラヴ風の名、娘たちはギリシア風の名をつけている。しかしながら、より決定的な証拠がない限り、アンナがヤロスラフの母であるという説は、純粋な仮説に留まらざるをえない。

## ドイツ人の妻
アンナはウラジーミルより4年前に世を去った。メルゼブルクのティトマーは、同時代資料に基づいて、ポーランドのボレスワフ1世がキエフを1018年に略奪したとき、ウラジーミルの寡婦を捕えたと記録している。歴史家はこの女性が誰を指すのか長年にわたり手がかりを得られずにいた。亡命ロシア人歴史家のニコラス・バウムガルテンは、"Genealogia Welforum"と "Historia Welforum Weingartensis" の中にある議論の多い箇所に注目した。曰く、「『オットー大帝の娘』 "filia Ottonis Magni imperatoris" によるエニンゲン伯クーノ（後にシュヴァーベン大公コンラート1世）の娘が『ルーシの王』 "rex Rugorum"と結婚した」。バウムガルテンはこれを解釈して、ウラジーミルの後妻はオットー1世の孫娘であったと推論した。 
この結婚からは、娘が一人だけ生まれたと考えられている。名はドブロネガないしマリアといい、1038年から1042年の間にポーランド公カジミェシュ1世に嫁いだ。父ウラジーミルはこの婚姻の25年前に死去していた。この結婚から、少なくとも5人の子供が生まれ、2人が王となった（ボレスワフ2世とヴワディスワフ1世ヘルマン）。

## その他の子
ウラジーミルの子には、母が不明のものも多い。スモレンスクのスタニスラフ、プスコフのスジスラフの母は不明である。プスコフのスジスラフは兄弟のうちもっとも長命であった。またプレドスラバという娘がおり、ボレスラフ1世がキエフを略奪したときに捕えられ、ポーランド王国に拉致されてその妾とされた。もうひとり、プレミスラバという娘は、ハンガリーの史料によれば、アールパード王朝のラジスラウス公の妻となった。